# 杨绪松
杨绪松（1962年2月—2022年11月8日），男，汉族，湖北荆州人，中华人民共和国政治人物。西安交通大学管理科学与工程专业毕业，在职研究生学历，管理学博士学位，副编审，广东省十二届人民代表大会代表。

## 生平
1979年9月，在武汉师范学院中文系中文专业学习。1983年7月参加工作，历任湖北省教育委员会文字改革委员会办公室干部、中国教育报湖北记者站记者。
1991年5月，到深圳市教育部门工作。1994年6月加入中国共产党。历任深圳《特区教育》杂志社副主任科员、中国教育报社深圳记者站副站长、深圳市教育局《特区教育》杂志社总编辑、党委办公室调研员、党委办公室主任。
2000年1月，任深圳市委办公厅综合处处长。2001年8月，任深圳市委办公厅副主任。2005年11月，任深圳市委副秘书长（2008年12月明确为正局级）。
2009年8月，任深圳市坪山新区管理委员会主任、党工委副书记。2010年6月，任深圳市坪山新区党工委书记。
2015年6月，任深圳市政协常务副主席，党组副书记。
2015年8月，任汕尾市委副书记，市政府副市长、代理市长。同年9月，正式成为市政府市长。2018年2月24日，当选为第十三届全国人大代表。2020年1月，辞去汕尾市人民政府市长职务。
2020年2月，任深圳市人大常委会党组成员（保留正厅职）。
2022年11月8日下午，因病医治无效在深圳逝世，享年61岁。